# Stupeň tělesového rozšíření
Stupeň tělesového rozšíření je v matematice, zejména teorii těles, koncept zachycující jakousi „velikost“ tělesového rozšíření. Je důležitý a používaný zejména v abstraktní algebře a teorii čísel, ale vyskytuje se i jinde, kde se více pracuje s tělesy.

## Definice a značení
Je-li dáno tělesové rozšíření V/T, pak V může být uvažována jako vektorový prostor nad tělesem skalárů T. Dimenze takto chápaného vektorového prostoru se nazývá stupeň tělesového rozšíření a označuje se [V:T].
Stejně jako může být dimenze vektorového prostoru konečná nebo nekonečná, může být také konečný nebo nekončený stupeň tělesového rozšíření. Pak se mluví o konečném rozšíření nebo o nekonečném rozšíření.
Stupeň tělesového rozšíření, je nutno nezaměňovat se stupněm transcendence, jedná se o jiné koncepty. Například těleso racionálních funkcí Q(X) je nekonečného stupně nad tělesem racionálních čísel Q, ale je stupně transcendence jedna.

## Násobitelnost stupňů rozšíření
Pokud jsou tři tělesa uspořádána do věže, tedy S je podtělesem T a T je podtělesem R, pak existuje jednoduchý vztah mezi stupni rozšíření R/T, T/S a R/S, totiž:
{\displaystyle [R:S]=[R:T]\cdot [T:S]}
Jinými slovy řečeno, stupeň rozšíření mezi „největším“ a „nejmenším“ tělesem je součinem stupně „největšího“ nad „středním“ se stupněm „středního“ nad „nejmenším“. Jedná se tedy o podobný vztah, který v teorii grup pro řády grup uvádí Lagrangeova věta — hlubší souvislost mezi těmito vztahy odhaluje Galoisova teorie.
Vzorec platí nejen pro rozšíření konečného stupně, ale i pro nekonečná rozšíření. V takovém případě je možné jeho součin chápat jako součin kardinálních čísel. Tedy například platí, že je-li R/S konečné, jsou konečná i rozšíření T/S a R/T.
Pokud je R/S konečné, pak vzorec poměrně výrazně omezuje, jaká tělesa mohou existovat „mezi“ R a S, a to na základě jednoduché aritmetiky. Například je-li [R:S] prvočíslo, pak každé mezitěleso T musí splňovat buď [R:T] = 1 (ale pak tedy R=T), nebo [T:S]=1 (ale pak tedy T=S). Jinými slovy, žádné vlastní mezitělesa v takovém případě existovat nemohou.

### Důkaz pro konečná rozšíření
R, T a S je věž těles uvedená výše a že d= [T:S] a e=[R:T] jsou konečná. To podle definice stupně rozšíření znamená, že je možno zvolit konečné báze, {u1, …, ud} pro T nad S a {w1, …, we} pro R nad T. Jak se ukáže, tak prvky umwn pro m od jedné do d a n od jedné do e tvoří bázi R nad S. Ta udává dimenzi R/S a protože je jich právě d·e, bude tímto důkaz hotov.
Nejprve důkaz, že lineárním obalem daných prvků je skutečně celé R/S. Je-li x prvek R, pak je možné jej zapsat jako nějakou lineární kombinaci prvků z {w1, …, we}, tedy existují prvky an z T takové, že
{\displaystyle x=\sum _{n=1}^{e}a_{n}w_{n}=a_{1}w_{1}+\cdots +a_{e}w_{e}.}
Protože prvky um zase tvoří bázi T nad S, pro každé n lze najít bm,n, že
{\displaystyle a_{n}=\sum _{m=1}^{d}b_{m,n}u_{m}=b_{1,n}u_{1}+\cdots +b_{d,n}u_{d}.}
Z distributivity a asociativity násobení v S pak vyplývá
{\displaystyle x=\sum _{n=1}^{e}\left(\sum _{m=1}^{d}b_{m,n}u_{m}\right)w_{n}=\sum _{n=1}^{e}\sum _{m=1}^{d}b_{m,n}(u_{m}w_{n}),}
což ukazuje, že x lze napsat jako lineární kombinaci umwn koeficientů z S, tedy lineárním obalem zmíněných prvků je skutečně celé R.
Zbývá dokázat, že umwn jsou lineárně nezávislé nad S. Předpokládejme
{\displaystyle 0=\sum _{n=1}^{e}\sum _{m=1}^{d}b_{m,n}(u_{m}w_{n})}
pro nějaké koeficienty bm,n z S. Pomocí distributivity a asociativity můžeme rovnost přepsat jako
{\displaystyle 0=\sum _{n=1}^{e}\left(\sum _{m=1}^{d}b_{m,n}u_{m}\right)w_{n},}
a vidíme, že výrazy v kulatých závorkách musí být nulové, neboť se jedná o prvky T a wn jsou v T lineárně nezávislé.
Tedy
{\displaystyle 0=\sum _{m=1}^{d}b_{m,n}u_{m}}
pro všechna n. Pak z toho, že bm,n jsou prvky S, a um jsou v S lineárně nezávislé, plyne, že musí být bm,n = 0 pro všechna m a všechna n. Z toho plyne že umwn jsou lineárně nezávislé nad S, čímž je důkaz dokončen.

## Příklady
- Těleso komplexních čísel je tělesovým rozšířením tělesa reálných čísel stupně [C:R]=2. Z toho vyplývá, že „mezi“ nimi už žádné netriviální těleso být nemůže.
- Konečné těleso GF(53) je stupně tři nad svým podtělesem GF(5). Dokonce obecně platí, že je-li p prvočíslo a m a n jsou kladná přirozená čísla, přičemž n dělí m, pak [GF(pm):GF(pn)] = m/n.
- Tělesové rozšíření C(T)/C, kde C(T) je těleso racionálních funkcí nad tělesem C, je nekonečného stupně. To je vidět z toho, že funkce 1, T, T², … jsou lineárně nezávislé nad C.